# South African Music Awards

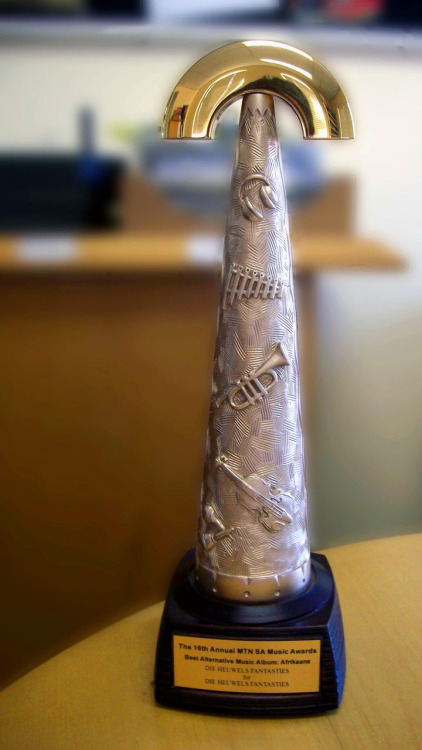
Die Trophäe der South African Music Awards

Die South African Music Awards (SAMA; deutsch etwa: „Südafrikanische Musikpreise“) sind von der Recording Industry of South Africa (RISA) verliehene Musikpreise in Südafrika. Sie werden seit 1995 jährlich an erfolgreiche Musiker vergeben. 2012 gab es 37 Preise, 2019 waren es 38 Auszeichnungen. Der Preis besteht aus einer „Sama“ genannten Figur.

## Ablauf
Die Preise sind ähnlich den Grammy Awards aufgeteilt. So werden Hauptpreise für das Lifetime Achievement („Lebensleistung“) und International Achievement („Internationaler Erfolg“) verliehen. Zu den „Top 5“ zählen die Preise für das beste Album des Jahres, die Gruppe oder das Duo des Jahres, der Newcomer des Jahres sowie der weibliche bzw. männliche Künstler des Jahres. Zusätzliche Preise gibt es in den Rubriken MTN Record of the Year („Schallplatte des Jahres“), Best Selling Album („Meistverkauftes Album“) und – in drei Kategorien – MTN Best-selling mobile music download („Im Mobilfunk meistheruntergeladenes Musikstück“), teilweise benannt nach dem Hauptsponsor MTN.
Die Preise werden jeweils an zwei aufeinander folgenden Tagen im April, Mai oder Juni während einer Show im Superbowl in Sun City verliehen. Dabei treten einige der nominierten Künstler live auf. Aus jeweils fünf Nominierten wird der Gewinner verkündet. Geehrt werden Musiker für ihre Leistungen im Vorjahr der Preisverleihung. Die Preise werden von unabhängigen Fachleuten vergeben, die etwa für Rundfunkstationen, Printmedien oder im akademischen Bereich arbeiten und jedes Jahr neu bestimmt werden. Davon abweichend werden einige Preise nach Verkaufszahlen ermittelt, während der Lifetime Achievement Award vom Exekutivkomitee der RiSA und der Preis Record of the Year, bei der mehr als fünf Alben nominiert sind, durch öffentliche Abstimmung per SMS vergeben werden. 2012 gewann die Sängerin Zahara für ihr Album Loliwe acht SAMAs.

### Kategorien
Die Kategorien wurden in der Geschichte der SAMA-Verleihungen mehrfach geändert. Die Preisverleihung erfolgte 2012 in den folgenden Kategorien.
- Sonntags:
  - Best Producer
  - Best Engineer
  - Best Video of the Year
  - Best Live DVD
  - Remix of the Year
  - Lifetime Achievement Award
  - Best Selling True-Tone Download of the Year
  - Best Selling Ring-Back-Tone of the Year
  - Best Selling Full-Track-Download of the Year
  - Most Played Song on South African Radio 2011
- Montags, einschließlich Live-Übertragung beim Fernsehsender SABC1:
  - Best Alternative Album
  - Best Kiddies Album
  - Best Smooth Urban Music Album
  - Best Contemporary Faith Music Album
  - Best Classical and Instrumental Album
  - Best Collaboration
  - Best Jazz Album
  - Best Pop Album
  - Best African Adult Album
  - Best Rock Album
  - Best Traditional Music Album
  - Best Traditional Faith Music Album
  - Best Street Urban Music Album
  - Best Sokkie Dans Album
  - Best Adult Contemporary Album
  - Best Maskandi Album
  - Best Kwaito Album
  - Best Dance Album
  - Best Selling Album[1]